# Дел-Норт (округ)
Дел-Норт (англ. Del Norte) — округ в северо-западной части штата Калифорния на границе с Орегоном на побережье Тихого океана, население которого, по данным переписи 2000 года, составляет 27 507 человек. Название округа произошло от его прозвища на испанском языке, которое звучит как «la tierra del norte» (рус. «земля севера»). Окружной центр — город Кресент-Сити. Округ знаменит своими густыми лесами секвойи, в которых были отсняты некоторые сцены знаменитого фильма Джорджа Лукаса «Звёздные войны. Эпизод VI: Возвращение джедая».

## География
Общая площадь округа равняется 3185,7 км², из которых 2610,7 км² (81,95%) составляет суша и 575,0 км² (18,05%) — вода. Округ расположен в северной части штата. С запада омывается водами Тихого океана.

### Соседние округа
На севере и северо-востоке Дел-Норт граничит с округами Карри и Джозефин соседнего штата Орегон, на востоке с округом Сискию, на юге с Гумбольдтом, на западе с Тихим океаном.

### Города
В округе расположен лишь один город Кресент-Сити, который является также окружным центром.

## Демография

Возрастная пирамида округа

По данным переписи 2000 года, население Дел-Норта составляет 27 507 человек, 9 170 домохозяйств и 6 290 семей, проживающих в округе. Плотность населения равняется 11 чел/км². В округе 10 434 единиц жилья со средней плотностью 4 ед/км². Расовый состав округа включает 78,86 % белых, 4,30 % чёрных или афроамериканцев, 6,43 % коренных американцев, 2,32 % азиатов, 0,08 % выходцев с тихоокеанских островов, 3,92 % представителей других рас и 4,08 % представителей двух и более рас. 13,92 % из всех рас — латиноамериканцы.
Из 9 170 домохозяйств 33,5 % имеют детей в возрасте до 18 лет, 50,0 % являются супружескими парами, проживающими вместе, 13,6 % являются женщинами, проживающими без мужей, а 31,4 % не имеют семьи. 25,3 % всех домохозяйств состоят из отдельных лиц, в 10,1 % домохозяйств проживают одинокие люди в возрасте 65 лет и старше. Средний размер домохозяйства составил 2,58, а средний размер семьи — 3,08.
В округе проживает 25,1 % населения в возрасте до 18 лет, 8,0 % от 18 до 24 лет, 32,2 % от 25 до 44 лет, 22,3 % от 45 до 64 лет, и 12,5 % в возрасте 65 лет и старше. Средний возраст населения — 36 лет. На каждые 100 женщин приходится 123,3 мужчин. На каждые 100 женщин в возрасте 18 лет и старше приходится 130,3 мужчин.
Средний доход на домашнее хозяйство составил $29 642, а средний доход на семью $36 056. Мужчины имеют средний доход в $40 072 против $22 212 у женщин. Доход на душу населения равен $14 573. Около 16,40 % семей и 20,20 % всего населения имеют доход ниже прожиточного уровня, в том числе 26,70 % из них моложе 18 лет и 8,20 % — от 65 лет и старше.

## Транспорт

### Автомагистрали
- US 101
- US 199
- SR 169
- SR 197

### Аэропорт
В округе расположен Аэропорт округа Дел-Норт.